# آکاپولکو ۶۳۴۹
سیارک ۶۳۴۹ (به انگلیسی: 6349 Acapulco، نامگذاری:1995CN1) شش هزار و سیصد و چهل و نهمین سیارک کشف شده‌است که در ۸ فوریه ۱۹۹۵ کشف شد.
قدر مطلق سیارک برابر ۱۲٫۰۰ است.